# Тростянецька сільська рада (Зборівський район)
Тростяне́цька сільська́ ра́да — адміністративно-територіальна одиниця та орган місцевого самоврядування у Зборівському районі Тернопільської області. Адміністративний центр — село Тростянець.

## Загальні відомості
Тростянецька сільська рада утворена в 1939 році.
- Територія ради: 1,938 км²
- Населення ради: 462 особи (станом на 2001 рік)
- Територією ради протікає річка Смолянка

## Населені пункти
Сільській раді підпорядковані населені пункти:
- с. Тростянець
- с. Білокриниця

## Склад ради
Рада складається з 14 депутатів та голови.
- Голова ради: Дерех Михайло Мирославович
- Секретар ради: Чапайло Марія Михайлівна

### Керівний склад попередніх скликань
| Прізвище, ім'я, по батькові | Основні відомості                                                                           | Дата обрання | Дата звільнення |
| --------------------------- | ------------------------------------------------------------------------------------------- | ------------ | --------------- |
| Олійник Микола Іванович     | Сільський голова, 1962 року народження, член Народного Руху України                         | 26.03.2006   | 31.10.2010      |
| Дерех Михайло Мирославович  | Сільський голова, 1969 року народження, освіта середня спеціальна, член партії Єдиний Центр | 31.10.2010   |                 |

Примітка: таблиця складена за даними сайту Верховної Ради України

### Депутати
За результатами місцевих виборів 2010 року депутатами ради стали:

#### За суб'єктами висування
| Суб'єкт висування | Кількість обраних депутатів | %   |
| ----------------- | --------------------------- | --- |
| Самовисування     | 14                          | 100 |

#### За округами
| № округу | Прізвище, ім'я, по батькові    | Дата визнання обраним | Освіта             | Партійна приналежність | Відомості про обраного депутата                       |
| -------- | ------------------------------ | --------------------- | ------------------ | ---------------------- | ----------------------------------------------------- |
| 1        | Дручок Михайло Богданович      | 05.11.2010            | середня            | позапартійний          | тимчасово не працює                                   |
| 2        | Пиняга Юрій Михайлович         | 05.11.2010            | середня            | позапартійний          | тимчасово не працює                                   |
| 3        | Кравець Галина Володимирівна   | 05.11.2010            | середня спеціальна | позапартійна           | тимчасово не працює                                   |
| 4        | Сеник Галина Петрівна          | 05.11.2010            | середня спеціальна | позапартійна           | Тросьянецька сільська рада, бухгалтер                 |
| 5        | Чапайло Марія Михайлівна       | 05.11.2010            | середня спеціальна | позапартійна           | Тросьянецька сільська рада, секретар                  |
| 6        | Чапайло Ігор Володимирович     | 05.11.2010            | вища               | позапартійний          | тимчасово не працює                                   |
| 7        | Ногас Надія Володимирівна      | 05.11.2010            | вища               | позапартійна           | загальноосвітня школа І-ІІІ ст. с. Оліїв, вчитель     |
| 8        | Беш Марія Йосифівна            | 05.11.2010            | вища               | позапартійна           | Клуб с. Білокриниця, завідувач клубу                  |
| 9        | Олійник Михайло Миколайович    | 05.11.2010            | вища               | позапартійний          | ТОВ ВКП «Ватра»                                       |
| 10       | Галина Вільгоцька Павлівна     | 05.11.2010            | середня спеціальна | позапартійна           | пенсіонер                                             |
| 11       | Войціх Романа Михайлівна       | 05.11.2010            | середня            | позапартійна           | пенсіонер                                             |
| 12       | Олійник Володимир Петрович     | 05.11.2010            | середня спеціальна | позапартійний          | пенсіонер                                             |
| 13       | Григус Ірина Михайлівна        | 05.11.2010            | вища               | позапартійна           | загальноосвітня школа І ст. с. Білокриниця, завшколою |
| 14       | Кочан Олександра Володимирівна | 05.11.2010            | середня            | позапартійна           | Оліївське відділення зв'язку, листоноша               |